# Crapaudine

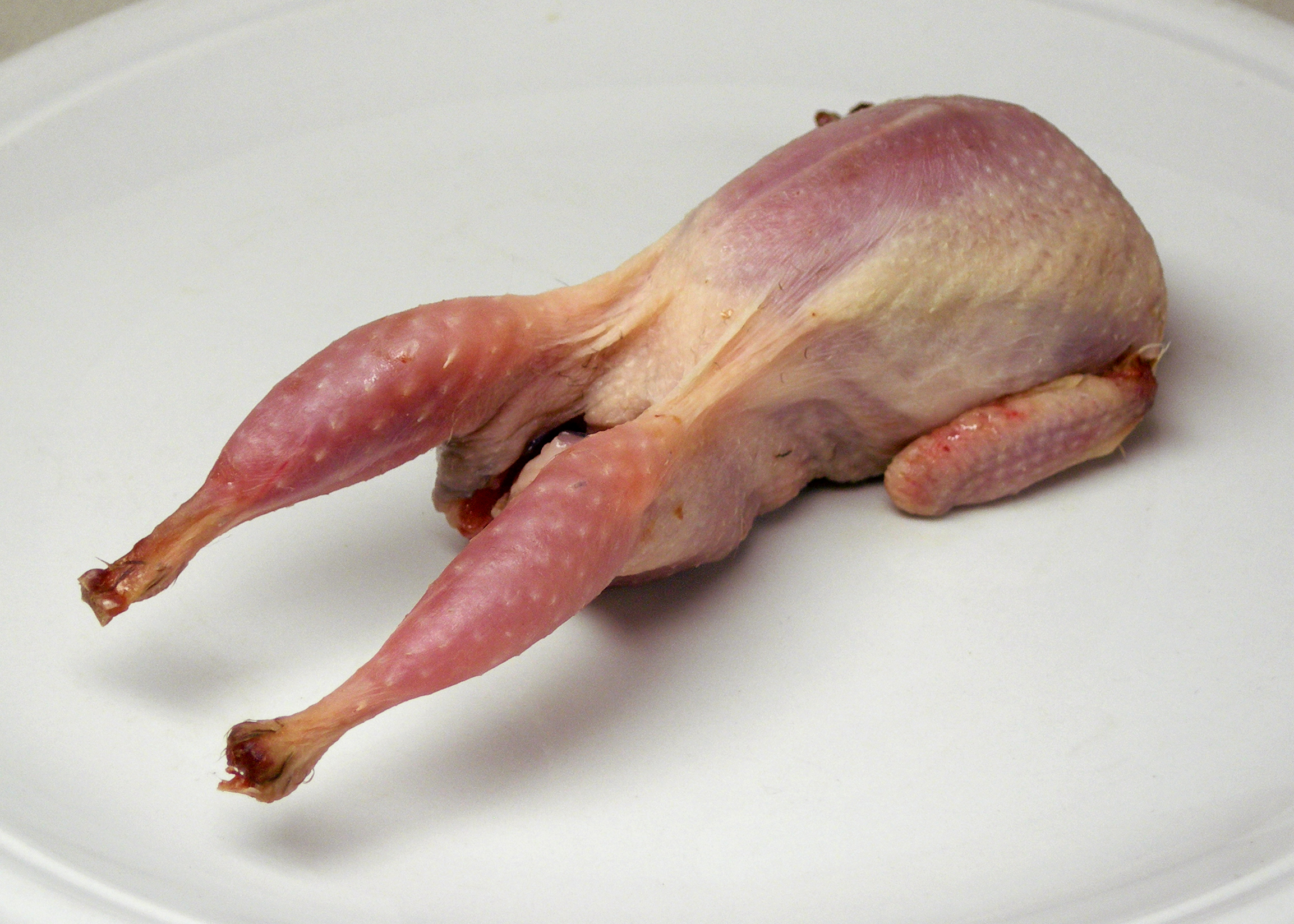
Rohe, küchenfertige Wachtel

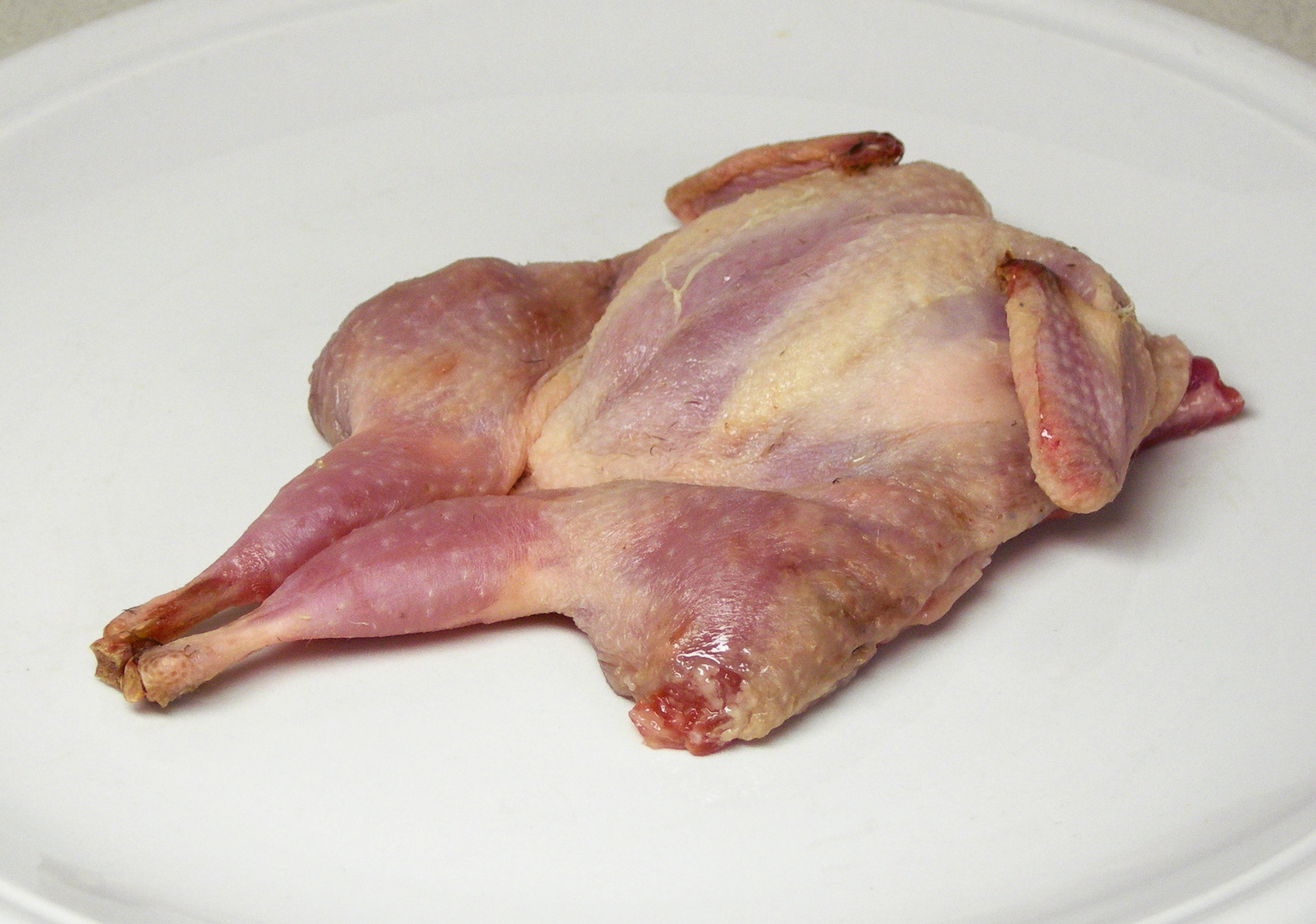
Wachtel, am Rückgrat zerteilt und en crapaudine vorbereitet

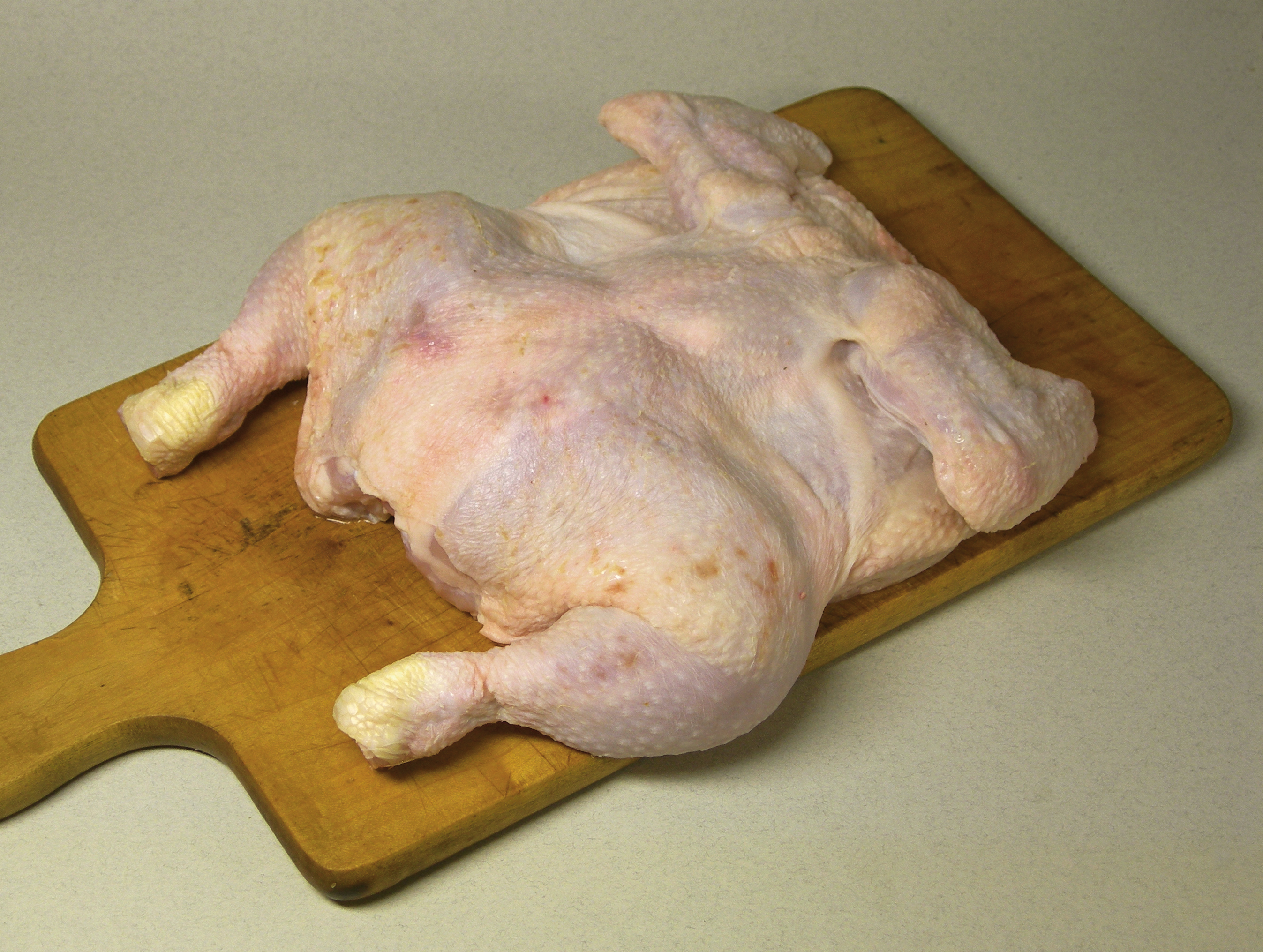
Hähnchen, am Brustbein zerteilt und en crapaudine vorbereitet

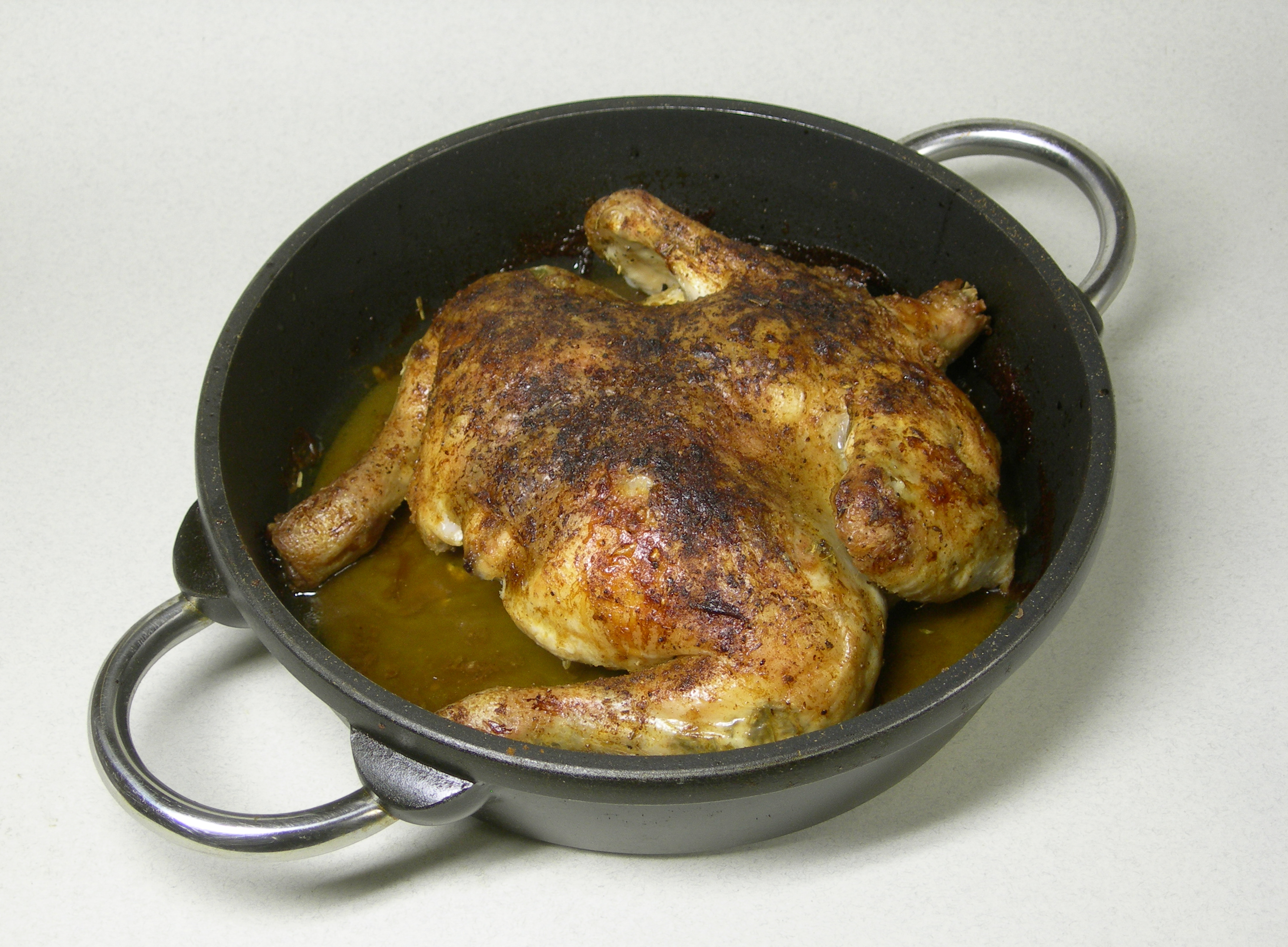
Fertig gegart.

En oder à la crapaudine (französisch für „nach Krötenart“) ist eine Vorbereitungsart für Geflügel, um es im Ganzen gleichmäßig garen zu können. Das Geflügel nimmt dabei eine flache, an eine Kröte erinnernde Form an. Angewendet wird die Methode vor allem bei kleinerem Geflügel wie Wachteln oder Tauben bis hin zu Hähnchen. Auch in dieser Art zubereitete Gerichte werden z. B. Wachteln à la crapaudine oder Tauben-Crapaudine genannt.
Mit dem ersten Arbeitsschritt wird das Geflügel entlang des Brustbeins oder der Wirbelsäule durchtrennt. Dann wird es an der Wirbelsäule oder am Brustbein auseinandergeklappt und flachgedrückt oder mit einem Fleischklopfer oder Ähnlichem plattiert, so dass Brust, Flügel und Keulen flach nebeneinander liegen. Wird an der Wirbelsäule getrennt, liegen die Teile enger beieinander.
So vorbereitet, wird das Geflügel je nach Rezept auf dem Rost gegrillt, gebraten oder geschmort.
Ein Rezept aus dem 18. Jahrhundert findet sich in der Oeconomischen Encyclopädie von Johann Georg Krünitz:
Tauben à la Crapaudine. Die Tauben werden geschlachtet, gerupft und sehr sauber gereiniget. Man schneide sie hierauf von der Dünnung unter der Brust bis zum Brustknochen auf, und schlage sie mit einem Holze oder Hackemesser breit, damit sie ganz mürbe werden; dann nehme man Butter, Estragon, Schnittlauch, Petersilie und Schalotten, lasse sie auf einem flachen Geschirre, zugedeckt, gahr dämpfen; wenn sie in der Butter gahr geworden, so panire man sie mit geriebener Semmel und Pfeffer, und lasse sie auf dem Roste rasch braun werden. Hierzu giebt man eine klare Sauce.
In der italienischen Küche ist Huhn à la crapaudine als Pollo alla diavola („auf teuflische Art“) bekannt. Beim Pollo al mattone („auf Backsteinart“) wird das Huhn auf dem Grill oder im Ofen mit einem Backstein beschwert gegart.